# Bania (rejon stryjski)
Bania (ukr. Баня-Лисовецька) – wieś na Ukrainie w rejonie stryjskim obwodu lwowskiego.

## Historia
Pod koniec XIX w. była to wieś w Galicji.